# Grevbo
Grevbo är en småort i Borlänge kommun, belägen i Stora Tuna socken omkring tio km söder om Borlänge, vid länsväg W 635 mellan Borlänge och Smedjebacken.